# Villanueva de las Cruces
Villanueva de las Cruces é um município da Espanha na província de Huelva, comunidade autónoma da Andaluzia, de área 34,39 km² com população de 410 habitantes (2004) e densidade populacional de 11,92 hab/km².

## Demografia
| Variação demográfica do município entre 1991 e 2004 | Variação demográfica do município entre 1991 e 2004 | Variação demográfica do município entre 1991 e 2004 | Variação demográfica do município entre 1991 e 2004 |
| --------------------------------------------------- | --------------------------------------------------- | --------------------------------------------------- | --------------------------------------------------- |
| 1991                                                | 1996                                                | 2001                                                | 2004                                                |
| 431                                                 | 460                                                 | 402                                                 | 410                                                 |